# Anton Springer
Anton Heinrich Springer (Prága, 1825. július 13. – Lipcse, 1891. május 30.) német történet- és művészettörténetíró.

## Életrajza
A prágai és tübingeni egyetemeken tanult, azután az újkori történelem magántanára lett a prágai egyetemen. Mivel élénk, szabadelvű szellemtől áthatott publicistai tevékenységet is folytatott, a Schwarzenberg-Thun-minisztérium alatt a tanítástól eltiltották. 1852-ben már mint a művészettörténet magántanára Bonnba ment, 1860-ban rendes tanár lett ugyanott, 1872-ben Strassburgba, 1873-ban Lipcsébe hívták ilyen minőségben.

## Politikai történelmi művei
- Geschichte des Revolutionszeitalters (Prága, 1849)
- Österreich nach der Revolution (uo. 1850)
- Österreich, Preussen u. Deutschland (uo. 1851)
- Geschichte Österreichs seit dem Wiener Frieden (2 kötet, Lipcse 1863–65)
- Paris im XIII. Jahrhundert (uo. 1856)
- F. Chr. Dahlmann (2 kötet, uo. 1870–1872)

## Művészettörténeti munkái
- Kunsthistorische Briefe (Prága 1852-57)
- Geschichte der bilden-den Künste im XIX. Jahrhundert (Lipcse, 1858)
- Bilder Aus der neueren Kunstgeschichte (2. kiad., 2 kötet, Bonn, 1886)
- Rafael und Michelangelo (mintaszerű kettős életrajz, először a Dohme-féle Kunst und Künstler-ben, 3. kiad. Lipcse, 1895)
- Handbuch der Kunstgeschichte (4 kötet, Lipcse 1896-97. A művészetek általános története, először mint a Seemann-féle elterjedt Kunsthistorische Bilderbogen szövege jelent meg)
- Albrecht Dürer (Berlin, 1892)

## Magyarul
- A legújabb kor története I. Napoleon bukásától III. Napoleon bukásáig, 1-4.; Menczel, Springer, Horváth s mások művei után átdolg. Szabó Ferenc; szerzői, Bp., 1880